# لاري أتارد
لاري أتارد هو فارس كندي، ولد في 31 ديسمبر 1951 في مالطا.